# Arkas
Arkas (griechisch Ἀρκάς Arkás, lateinisch Arcas) ist eine Gestalt der griechischen Mythologie.

## Mythologie
Er war ein Sohn des Zeus und der Nymphe Kallisto, die von Hera nach seiner Geburt in eine Bärin verwandelt wurde. Zeus übergab das Kind dem Lykaon, um es aufzuziehen. Der jedoch wollte den Göttervater bei einem späteren Besuch auf die Probe stellen, tötete Arkas und setzte ihn Zeus zum Mahl vor (hier zeigt sich eine Parallele zur Erzählung von Tantalos und Pelops).
Der Olympier entdeckte den Frevel, zerstörte das Haus des Lykaon mit einem Blitz, verwandelte den Mörder in einen Wolf (λύκος lýkos) und erweckte Arkas wieder zum Leben. Als Heranwachsender stieß dieser einst bei der Jagd auf eine Bärin: Sie war seine Mutter, doch er erkannte sie nicht. Im letzten Moment griff Zeus ein und versetzte die beiden als Sternbilder an den Himmel, als die Große Bärin und den Kleinen Bären (bzw. den Bärenhüter, je nach Variante).
In späteren Berichten wird Arkas zum Stammvater der Arkadier. Er folgte dem bei der großen Flut verschonten Nyktimos, einem Sohn des Lykaon, auf den Thron und lehrte das Volk die Künste des Ackerbaus, des Brotbackens, der Weberei und ähnliche Fertigkeiten, in denen er von Triptolemos und Adristas unterwiesen worden war. Zu Ehren des Herrschers wurde das Land in Arkadien umbenannt.
Mit Laodameia (auch Leaneira genannt), der Tochter des Amyklas, zeugte Arkas die Söhne Elatos und Apheidas; als alternative Mütter werden hier auch Meganeira, die Tochter des Krokon, oder die Nymphe Chrysopeleia genannt. Zudem brachte Erato den Azan zur Welt. Von einer Tochter des Arkas namens Diomeneia zeugte ein ehernes Denkmal am Marktplatz der Stadt Mantineia.
Arkas verteilte das Land unter die drei Söhne. Sein Grabmal stand ursprünglich an einer Weggabelung nahe Mantineia; später wurden seine sterblichen Überreste in der Stadt bei einem Hera-Altar beigesetzt. Die Tegeaten errichteten in Delphi Statuen des Arkas und seiner Nachkommen als Weihegeschenke.